# Bang Chan
Christopher Bang (Seúl, 3 de octubre de 1997), más conocido como Bang Chan (방찬), es un cantante, compositor, rapero y productor surcoreano-australiano. Es conocido por crear y formar parte del grupo musical Stray Kids, donde se desempeña como líder, vocalista, bailarín, rapero, letrista, compositor y productor. 
Antes de debutar en el grupo, formó, junto a dos de sus compañeros actuales, Changbin y Han, un subgrupo de hip-hop denominado 3Racha, donde utiliza el alias CB97. Actualmente este subgrupo es considerado una subunidad dentro de Stray Kids.
Bang Chan, además, se posiciona en la lista de KOMCA con más de 200 canciones acreditadas bajo su nombre.

## Biografía y carrera

### 1997-2017: Primeros años e inicios en su carrera musical
Bang Chan nació en Seúl, Corea del Sur pero un año después se mudó a Sídney, Australia, lugar donde creció. Tiene una hermana menor llamada Hannah, también cantante, y un hermano menor llamado Lucas. Se mudó de casa 5 veces cuando todavía vivía en Australia. Antes de dejar Sídney asistió a Newtown High School of the Performing Arts. Cuando se mudó a Corea del Sur, asistió a la Cheongdam High School. Bang Chan solía participar en musicales, aprendiendo ballet y danza moderna. Se unió a JYP Entertainment en 2010 después de pasar una audición en Australia organizada por sus padres.
3Racha se formó a finales de 2016. El 18 de enero de 2017, Chan (CB97) y sus compañeros Seo Chang-bin (Spear B) y Han Ji-sung (J.One), subieron su primer mixtape, J:/2017/mixtape, a SoundCloud, que consta de siete canciones. Inmediatamente recibieron elogios de los oyentes por su capacidad para escribir y producir su propia música a nivel profesional. Antes del lanzamiento de su primer EP, 3Days, se anunció que serían parte de un programa de supervivencia de JYP Entertainment titulado Stray Kids. Durante la emisión de Stray Kids, 3Racha lanzó varios sencillos, y el 20 de diciembre, un día después del final del programa, lanzaron un EP titulado Horizon, que compilaba todas las canciones que habían subido recientemente.
En la actualidad 3Racha es considerado una subunidad de Stray Kids.

### 2018-presente: Debut con Stray Kids
En enero de 2018, 3Racha lanzó un sencillo titulado «Start Line» para celebrar su primer aniversario como grupo. El EP predebut de Stray Kids, titulado Mixtape también fue lanzado con las canciones interpretadas en el programa por el grupo, con 3Racha teniendo créditos de escritura y producción. El 25 de marzo de 2018, Chan debutó con Stray Kids con el lanzamiento del miniálbum I Am Not y el sencillo «District 9». Fue acreditado en la composición y producción del álbum.

## Filmografía

### Programas de televisión
| Año  | Título                 | Cadena | Nota(s)    |
| ---- | ---------------------- | ------ | ---------- |
| 2017 | Stray Kids             | Mnet   | Competidor |
| 2021 | Kingdom: Legendary War | Mnet   | Ganador    |
| 2021 | Loud                   | SBS    | Invitado   |